# Tildia barberi
Tildia barberi is een vlinder uit de familie van de Nymphalidae. De wetenschappelijke naam van de soort is voor het eerst gepubliceerd in 1881 door Roland Trimen.

## Verspreiding
De soort komt voor in de savannes van Botswana en Zuid-Afrika. De vliegtijd is van september tot in april.

## Waardplanten
De rups leeft op Adenia glauca Schinz (Passifloraceae).